# Hoerner Bank
Die Hoerner Bank AG ist eine 1849 gegründete deutsche Privatbank mit Sitz in Heilbronn (Baden-Württemberg). Neben der Vermögensverwaltung und dem Private Banking ist ihr Spezialgebiet die Bearbeitung internationaler Nachlassangelegenheiten. 2024 wurde die Bank durch die WirtschaftsWoche zum sechsten Mal in Folge als einer der besten Vermögensverwalter in Deutschland ausgezeichnet. Außerdem wurde die Heilbronner Privatbank zum 2. Mal in Folge in den Handelsblatt-Elite-Report 2024 und 2025 mit „cum laude“ aufgenommen.

## Geschichte
1849 als Agentur für Auswanderer nach Amerika gegründet, wurde 1903 daraus das Unternehmen Amerikanisches Bankgeschäft Eugen Hoerner & Carl Laiblin, das später in die Firma Eugen Hoerner GmbH Spezialbankgeschäft zur Erhebung von Erbschaften in Amerika überging und 1934 im Handelsregister eingetragen wurde. Die Bank änderte 1996 ihre Rechtsform von einer GmbH in eine Aktiengesellschaft.
Seit 1996 wird die bestehende Vollbanklizenz intensiver genutzt und die Anlage- und Vermögensberatung sowie die Vermögensverwaltung angeboten. Im gleichen Jahr wurden hierzu diverse Tochterunternehmen gegründet.

## Struktur
Die Bank ist Mitglied im Bundesverband deutscher Banken und in der Einlagensicherung des privaten Bankgewerbes.
Zum Unternehmen gehören die Tochtergesellschaften Hoerner Immobilien GmbH und die Hoerner Polska mit Sitz in Warschau.

## Geschäftsfelder
Das Angebot umfasst die Anlage- und Wertpapierberatung, Vermögensverwaltung und das Generationenmanagement sowie die internationale Erbenermittlung und Nachlassabwicklung. Die Bank ist mit ihren klassischen Bankdienstleistungen regional am Markt vertreten (Regionalbank).
Eine Besonderheit ist die Bearbeitung internationaler Nachlassangelegenheiten. Die Hoerner Bank AG ist einer der größten und ältesten Erbenermittler in Deutschland und gehört bei der Bearbeitung internationaler Nachlassangelegenheiten zu den drei Weltmarktführern. Die Bereiche bestehen aus über 60 Mitarbeitern sowie einer Vielzahl von zusätzlichen internationalen Korrespondenten. Diese Geschäftsfelder beruhen auf der vor 1849 gegründeten Agentur für Auswanderer und dem Spezialbankgeschäft zur Erhebung amerikanischer Erbschaften.